# Stellina (album)
Stellina è un album discografico del cantante italiano Gatto Panceri, pubblicato nel 1997 dalla Polydor.

## Tracce
1. Le tue mani
2. Mia
3. Stellina
4. Buongiorno
5. Costi quel che costi
6. Deejay
7. Non Credo nella gente ma...
8. Cannibale
9. Goccia a goccia
10. Anch'io
11. Te o te
12. È bello eh?!
13. Sempreverde

## Formazione
- Gatto Panceri – voce, cori
- Giorgio Secco – chitarra
- Lele Melotti – batteria
- Nebridio Fin – percussioni
- Umberto Iervolino – tastiera, pianoforte
- Silvio Verdi – basso
- Fabio Treves – armonica
- Emanuela Cortesi, Monica Magnani, Stefano De Maco – cori